# Медвежка (Казахстан)
Медве́жка (каз. Медвежка) — село у складі району Магжана Жумабаєва Північноказахстанської області Казахстану. Входить до складу Булаєвської міської адміністрації, раніше було центром та єдиним населеним пунктом Медвежинської сільської ради.
Населення — 640 осіб (2021; 653 у 2009, 721 у 1999, 992 у 1989).
Національний склад станом на 1989 рік:
- росіяни — 67 %.